# کانوی (کانزاس)
کانوی (به انگلیسی: Conway) یک منطقهٔ مسکونی در ایالات متحده آمریکا است که در کانزاس واقع شده‌است. کانوی ۴۷۰ متر بالاتر از سطح دریا واقع شده‌است.